# Willem Wissing (schilder)

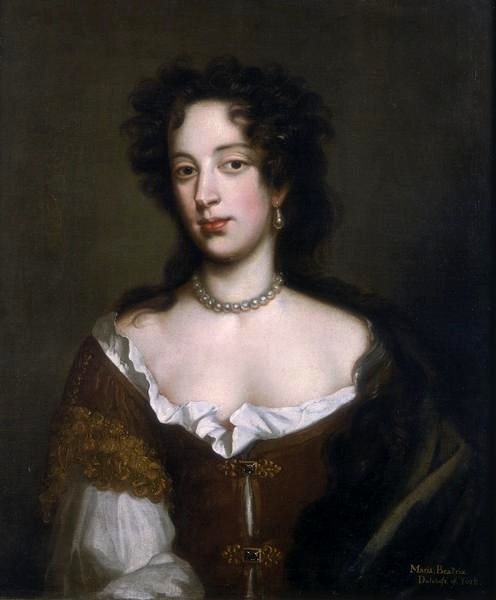
Atelier van Willem Wissing. Portret van Maria d'Este, echtgenote van Jacobus II van Engeland. 1676-1685. Londen, Museum of London.

Willem Wissing (Den Haag of Amsterdam, 1656 – Burghley House (landgoed), 10 september 1687) was een Nederlands schilder en tekenaar. Hij was hofschilder van de Engelse koning Jacobus II en werkte nauw samen met Peter Lely.
Hij was actief in Den Haag vanaf 1669. Hier wordt hij in het register van de Confrerie Pictura vermeld als leerling van Arnold van Ravesteyn. In 1674 stelde hij in Den Haag zijn testament op. Zoals veel Nederlandse schilders zocht hij na het Rampjaar 1672 zijn heil elders. Eerst was hij werkzaam in Frankrijk en in 1676 werd hij hofschilder in dienst van Jacobus II van Engeland. Hier werkte hij nauw samen met de populaire portretschilder Peter Lely, zo maakte hij veel van Lely's portretten af. Van 1684 tot 1685 stuurde koning Jacobus II hem naar Nederland om portretten te maken van zijn schoonzoon, stadhouder Willem III, en zijn dochter, Mary Stuart. In die periode liet hij in Amsterdam opnieuw zijn testament opstellen. Later keerde hij terug naar Engeland, waar hij in 1687 overleed, c.q. is vergiftigd. Hij werd begraven in Stamford.
Wissing was leerling van Willem Doudijns en naast medewerker ook leerling van Lely. Later werkte hij ook samen met de schilder Jan van der Vaart, die in 1674 de oversteek naar Engeland maakte, en de Engelse schilder Francis Barlow. Van der Vaart voorzag de schilderijen van Wissing van draperieën en landschappen, terwijl Barlow ze van dieren en bloemen voorzag. Na Wissings dood zette Van der Vaart zijn atelier voort. Van Wissing zijn historiestukken en portretten bekend.
|  |  |

## Dubbelportret Willem III en Maria Stuart
Een van de beroemdste werken van Wissing is het portret van stadhouder Willem III in harnas, hoewel dit ook aan Lely toegeschreven wordt. Minder bekend is dat het als pendant geschilderd is van een portret van zijn echtgenote Mary Stuart. Hij maakte het waarschijnlijk in de periode dat hij in opdracht van Jacobus II in Nederland verbleef. Kennelijk nam hij het mee terug naar Engeland, waar vooral het portret van Willem III talloze malen gekopieerd is. Kopieën van dit portret bevinden zich in de verzameling van de National Portrait Gallery, het Rijksmuseum Amsterdam (twee exemplaren), het Stedelijk Museum Alkmaar, het Instituut Collectie Nederland (zie afbeelding rechts) en het Westfries Museum.
- Biblioteca Nacional de España: XX5433663
- Biografisch Portaal: 52958128
- Digitale Bibliotheek voor de Nederlandse Letteren: wijs020
- Gemeinsame Normdatei: 1019756586
- International Standard Name Identifier: 0000 0001 1617 5006
- KulturNav: b6c3c977-bc88-419a-aa20-dd9f660bcdad
- Library of Congress Control Number: nr2001043874
- Nationale bibliotheek van Australië: 35132590
- Nederlandse Thesaurus van Auteursnamen: 318568977
- RKD-Nederlands Instituut voor Kunstgeschiedenis: 85078
- Trove: 836473
- Union List of Artist Names: 500011381
- Virtual International Authority File: 34387587
- WorldCat: E39PBJgHccCfvyxjXcdyX7mTpP